# パッサカリア
パッサカリア（伊: passacaglia, 西: pasacalle, 仏: passacaille, 独: passacalia）は、主に17世紀から18世紀にかけて用いられた音楽形式の1つ。
パッサカリアはスペインに起源を持ち、スペイン語の pasar （通る）と calle （街路）に由来している。パッサカリアは17世紀初期にはギターで和音を奏するリトルネッロ（歌の前奏・間奏などの器楽演奏部分）を意味していた。
パッサカリアに対する言及は1605年頃のスペインの文献に初めて現れる。ジローラモ・モンテサルドによるギターのためのタブラチュア Nuova inventione d'intavolatura per sonare li balletti sopra la chitarra spagniuola （1606年）に収録されているパッサカリアは I-IV-V-I という和音連続である。通常の記譜法で書かれたパッサカリアの最初の例はジローラモ・フレスコバルディの『トッカータ集第2巻』（1627年）の Partite sopra passacagli である。
パッサカリア及びチャッコーナ（シャコンヌ）は芸術音楽の領域に取り込まれるようになって、共にオスティナート・バスに基づく3拍子の変奏曲となり、関係が深くなっていった。主にパッサカリアは短調、チャッコーナは長調の定型が用いられた。フレスコバルディの Cento partite sopra passacagli （1637年）ではパッサカリアとチャッコーナが交互に現れる箇所がある。
フランスではパッサカリア（パッサカーユ）は荘重な3拍子の器楽舞曲として扱われるようになった。しばしばロンド形式をとり、シャコンヌとの区別は曖昧となった。
ドイツのパッサカリアはフランスとイタリア両国から影響を受けている。シャコンヌとの関係はより複雑化し、マッテゾン、ヴァルター、クヴァンツといったドイツの理論家は、パッサカリアとシャコンヌの違いを明らかにしようとしたが、徒労に終わっている。

## 主な作品
- フレスコバルディ：パッサカリアによる100のパルティータ Cento Partite sopra Passacagli （1637年）
- リュリ：抒情悲劇『アルミード』のパッサカリア（ダングルベールによるクラヴサンのための編曲版も有名）
- ゲオルク・フリードリヒ・ヘンデル：「クラヴサン組曲 第7番 ト短調」HWV 432 第6曲
  - 4分の4拍子。ヨハン・ハルヴォルセンによるヴァイオリンとヴィオラによる編曲が有名。
- J.S.バッハ：パッサカリアとフーガ ハ短調　BWV 582
- ヨハネス・ブラームス：交響曲第4番 (第4楽章)
- 兼田敏：シンフォニックバンドのためのパッサカリア